# Porphyrosela minuta
Porphyrosela minuta là một loài bướm đêm thuộc họ Gracillariidae. Nó được tìm thấy ở Argentina, Brasil và Chile.
Ấu trùng ăn Medicago sativa và Trifolium (bao gồm Trifolium pratense). Chúng có thể ăn lá nơi chúng làm tổ.